# Robyn Maher
Robyn Maher-Gull, née le 6 octobre 1959 à Ballarat, en Australie, est une joueuse australienne de basket-ball des années 1980 et 1990. 

## Biographie
Elle compte 372 sélections en équipe d'Australie féminine de basket-ball de 1978 à 1999, dont 174 fois en tant que capitaine. Elle atteint les demi-finales du Championnat du monde féminin de basket-ball 1994 et remporte la médaille de bronze aux Jeux olympiques d'été de 1996.
En 2022, elle intègre le FIBA Hall of Fame.

## Palmarès
- Troisième des Jeux olympiques 1996